# Глигорије Костић
Глигорије Глиша Костић (Лесковац, 1862 - Смедерево, 23. август 1918) је био учитељ и писац прве књиге о Ча Митиној школи.

## Биографија
Школовао се у Ча Митиној школи код Мите Николића, а после ослобођења Лесковца од Османлија наставио је са учењем у нижој лесковачкој гимназији до 1883. када се уписао у Учитељску школу у Нишу коју је завршио 1888. године. Исте године постао је учитељ другог, трећег и четвртог разреда основне школе у Дединој Бари. Касније је службовао у Подгорцу у округу црноречком (од 2. јануара до септембра 1889), Жабарима (од септембра 1889. до 9. новембра 1892), Власотинцу (од 9. новембра 1892. до 19. фебруара 1894), Подгорцу у округу тимочком (од 1895. до септембра 1896), Врбовцу (од септембра 1896. до 1899), Бојнику (1900-1901), Великој Грабовници (1902-1904), Бојнику (1905-1908), Малом Мокром Лугу (1909-1911) и Смедереву (1912-1915). 
Крајем 1908. године променио је презиме у Крајчић из непознатих разлога.
Као сеоски учитељ често је долазио у сукоб са властима. Први пут је ухапшен у ноћи 24/25. фебруара 1893. због припреме одржавања избора и остао је у притвору до 2. априла када је пуштен као невин. Други пут је ухапшен као учитељ у Врбовцу 1899. године и осумњичен као антидинастичар одлежао је пет месеци затвора.
Учествовао је у српско-бугарском рату 1885. године. За време Првог балканског рата био је управник убојног складишта. У Првом светском рату је заробљен приликом повлачења и пребачен је у Смедерево где је провео последње године свог живота.

## Његово дело
Ча Митина школа, књига коју је написао, прва је књига која је цела била посвећена Лесковцу и једина која се тада бавила школским приликама у Лесковцу за време османске владавине. У њој је описана школа и школовање у Лесковцу од 1868. до 1877. године.
Био је обећао и другу књигу овог дела, о ученицима школе, али је није издао, највероватније због режимских притисака.